# Шатлик
Шатлик — місто в Скарчагинському етрапі Марийського велаята Туркменістану. Населення понад 7 тисяч осіб (2011). Виникло як селище газодобувачів.